# Ichiki Taro
Taro Ichiki (sinh ngày 1 tháng 9 năm 1976) là một cầu thủ bóng đá người Nhật Bản.

## Sự nghiệp câu lạc bộ
Taro Ichiki đã từng chơi cho Verdy Kawasaki.